# Катастрофа Let L-410 под Белгородом
Авиакатастрофа вблизи Белгорода — авиакатастрофа, произошедшая в четверг 18 января 1979 года с самолётом Л-410, выполнявшим учебно-тренировочный полёт.

## Самолёт
Самолёт Л-410М (регистрационный номер СССР-67210, заводской 760513, серийный 05-13) был выпущен заводом LET в сентябре 1976 года. В марте 1977 года передан МГА СССР, направившему его в Белгородский ОАО УГА Центральных районов. На день катастрофы совершил не менее 485 циклов «взлёт-посадка» и налетал 252 часа.

## Полёт
Маршрут полёта предполагал взлёт и посадку в аэропорту Белгорода. Экипаж выполнял полёт по кругу на высоте 1200 м над верхней кромкой облаков. Самолёт вошёл в облачность с одним зафлюгированным двигателем (экипаж имитировал его отказ). Экипаж потерял пространственную ориентацию и начал выводить самолёт из крена, перепутав его сторону. В результате крен превысил 60º. Самолёт потерял управление и разбился недалеко от аэропорта.

## Расследование
Как выяснилось в ходе расследования, экипаж переучивался с Ан-2. Инструктор имел небольшой налёт на Л-410 и также раньше летал на Ан-2. Все они имели, в основном, опыт только визуальных полётов. Кроме того, авиагоризонт Л-410 очень сильно отличался от привычного им авиагоризонта Ан-2, а при большом крене переставал давать правильные показания.